# Carràmba! Che sorpresa
Carràmba! (sottotitolato Che sorpresa dal 1995 al 1998 e nel 2002; Che fortuna dal 1998 al 2001 e nel 2008-2009) è stato un programma televisivo italiano trasmesso in prima serata su Rai 1 dal 1995 al 2002 e nel 2008, con la conduzione di Raffaella Carrà.
Da tale trasmissione è nato il neologismo carrambata, spiegata dal Devoto Oli (ed. 2008) come «incontro inatteso con una o più persone con le quali si erano persi i contatti», riferendosi a un incontro inaspettato tra persone che non si vedono da tempo.

## Il programma
(Esempio di come Raffaella Carrà annunciava il ritorno di parenti lontani)
Il programma deriva dal format britannico Surprise Surprise. Il titolo della trasmissione è stato inventato da Sergio Japino e Brando Giordani nello specchio d'acqua di Cala Piccola, di fronte alla residenza estiva di Raffaella Carrà a Monte Argentario, ed è l'unione del cognome della showgirl bolognese, Carrà, all'esclamazione spagnola ¡Ay, caramba!, utilizzata in situazioni di positivo stupore e di meraviglia.
Nel varietà la conduttrice coinvolgeva in diretta gli ospiti ed il pubblico in sala in sorprese e incontri inaspettati, architettati assieme a un complice chiamato gancio. Caratteristica principale del programma erano le sorprese, appunto, e i ricongiungimenti familiari: venivano infatti organizzati incontri tra parenti che non si vedevano da molto tempo e venivano esauditi desideri di persone comuni. Ciò era alternato a momenti di puro spettacolo che vedevano il coinvolgimento in primo piano della stessa Carrà, attraverso la presenza di personaggi celebri (come Adriano Celentano e Alberto Sordi), gag, sketch comici ed esibizioni di cantanti di fama nazionale ed internazionale (tra gli ospiti stranieri si ricordano Robbie Williams, Madonna, Mariah Carey, Céline Dion, Natalia Oreiro, Britney Spears e Julio Iglesias).
Inoltre, il programma prevedeva la presenza di un inviato per le sorprese esterne. Tale ruolo è stato ricoperto da Giorgio Comaschi nelle prime due edizioni, mentre dalla terza edizione (e fino all'ultima e ottava stagione) fu sostituito da Walter Santillo, considerato inviato storico e in seguito divenuto anche autore, nelle ultime edizioni, della trasmissione. Accanto a quest'ultimo, troviamo come inviati speciali di alcune puntate dell'ottava edizione Alessandro Greco e, in via straordinaria, anche Lello Arena e Dario Vergassola.
È considerato uno dei maggiori successi televisivi della Carrà. In otto edizioni del programma si contano più di 250 ricongiungimenti (oltre 500 famiglie coinvolte) e oltre 150 incontri tra i fan e i propri idoli.

## Storia

### 1995: l'esordio e il grande successo
La prima puntata andò in onda il 21 dicembre 1995 dall'Auditorium Rai del Foro Italico di Roma e segnava il ritorno della conduttrice in Italia dopo quasi 4 anni in cui era stata presentatrice di alcuni programmi in Spagna. La prima edizione (in 9 puntate, in onda nella serata del giovedì) si concluse il 15 febbraio 1996 e realizzò un ascolto che andava dai 9.500.000 spettatori fino a raggiungere gli 11.700.000 spettatori ed uno share che sfiorava il 40%. La sigla iniziale aveva lo stesso titolo del programma e venne utilizzata anche nelle due edizioni successive. A partire dalla seconda puntata durante la sigla veniva riproposto un montaggio di alcuni momenti salienti della puntata precedente. Subito dopo la sigla Raffaella apriva il programma riproponendo alcune delle sue canzoni più famose. Il programma si avvaleva della partecipazione fissa di Gianfranco D'Angelo, a cui erano affidati alcuni interventi comici, e Giorgio Comaschi in veste di inviato.
Visto il grande successo la seconda edizione venne abbinata alla Lotteria Italia e spostata nella prima serata del sabato. Il debutto fu il 5 ottobre 1996, mentre l'ultima delle 14 puntate andò in onda il 6 gennaio 1997 e venne vista da 12.677.000 telespettatori con il 49,25% di share. Inoltre la Lotteria Italia riuscì a vendere ben 32 milioni di tagliandi, uno dei record della storia della lotteria. Venne confermata anche la presenza di Gianfranco D'Angelo e Giorgio Comaschi. Nel corso di questa edizione Raffaella presentò diverse canzoni del suo disco Carramba che rumba!, pubblicato nel 1996 dall'etichetta discografica Nuova Fonit Cetra. A questa seconda edizione venne associato un programma quotidiano in onda dal lunedì al venerdì alle 14, sempre su Rai 1, dal titolo 40' con Raffaella, nel quale vennero distribuiti i premi settimanali della Lotteria Italia attraverso la riproposizione del gioco del Se fosse, punto forte del programma di Raffaella di qualche anno prima Ricomincio da due.
Dopo una pausa di un anno, nel 1998 la Carrà ritornò con una terza edizione del programma, che riprende la sua storica collocazione del giovedì e va in onda dall'8 gennaio al 2 aprile 1998 in 12 puntate. Walter Santillo prese il posto di Giorgio Comaschi nel ruolo di inviato. Il programma ottenne nuovamente eccellenti indici d'ascolto.

### 1998: il cambio di nome inChe fortuna!e l'abbinamento alla Lotteria Italia

Da destra: Raffaella Carrà ospita Michael Schumacher nella puntata di Carràmba! del 6 novembre 1999.

Considerato il successo, al programma venne nuovamente affidato il compito di risollevare le sorti della Lotteria Italia. Si decise di cambiare il nome da Carramba! Che sorpresa a Carramba! Che fortuna e spostare nuovamente la messa in onda al sabato sera. Il programma andò in onda dal 3 ottobre 1998 al 6 gennaio 1999 in 14 puntate. Viene riconfermato Walter Santillo come inviato per i servizi esterni ed oltre al balletto di 20 bellissime ragazze, Raffaella si circonda di 40 giovanotti chiamati “I ragazzi della fortuna” o “Carràmba boys”. Il loro compito è quello di affiancare Raffaella nello spettacolo e di distribuire ricche somme in denaro ai telespettatori che telefonano; infatti ognuno di loro possiede una sfera con all'interno un premio che la Lotteria mette in palio a 5 fortunati spettatori. Viene cambiata anche la sigla del programma, scritta da Sergio Dall'Ora e dalla stessa Raffaella, che ha lo stesso titolo della trasmissione e del nuovo sottotitolo e che presenta il celebre ritornello "Eh oh, eh oh, la fortuna", che diventò un simbolo identificativo del programma. La trasmissione ebbe un successo ancora maggiore delle precedenti edizioni e venne premiata con il Telegatto come trasmissione dell'anno. Si riuscì numerose volte a raggiungere risultati stratosferici e l'ultima puntata, il 6 gennaio, fu vista fa 12.547.000 di telespettatori con uno share pari al 53,57%: in valori assoluti, il programma registrò la punta massima di 14.903.000 telespettatori; in share registrò l'eccellente picco del 66,84%.
Al programma viene associata la striscia quotidiana condotta dalla stessa Raffaella dal titolo Centoventitré, in onda dal lunedì al venerdì alle 12:50, dove vengono distribuiti i premi settimanali della lotteria.
Il programma venne confermato per l'anno successivo e andò in onda sempre legato alla Lotteria il sabato sera dal 2 ottobre 1999 al 6 gennaio 2000, in 14 puntate. Venne confermata la sigla e la struttura dell'edizione precedente. Nel corso del programma Raffaella ripropone alcuni suoi grandi successi ricantati con sonorità moderne e facenti parte del suo nuovo CD Fiesta. Anche questa edizione riscosse un grande successo, totalizzando in media un ascolto di 8.700.000 telespettatori ed uno share del 38,50%. Al programma viene associata la striscia quotidiana condotta dalla stessa Raffaella dal titolo I fantastici di Raffaella abbinata alla Lotteria Italia, in onda dal lunedì al venerdì alle 14:00. Insieme a lei ci sono i 40 Ragazzi della Fortuna, che hanno a disposizione uno spazio tutto per loro, in cui hanno la possibilità di farsi meglio conoscere ed apprezzare dal pubblico.
La terza edizione di Carramba! Che fortuna andò in onda ancora il sabato sera dal 30 settembre 2000 al 6 gennaio 2001, in 15 puntate. Venne proposta una nuova sigla intitolata E allora goal, sempre scritta da Sergio Dall'Ora e dalla stessa Raffaella. La trasmissione si confermò come vera e propria garanzia per la Rai: la puntata del 6 gennaio 2001 fu vista da 10.078.000 telespettatori, con uno share del 47,37%. In questa edizione Raffaella non condusse la striscia quotidiana legata alla Lotteria.

### 2002: l'ultima volta comeChe sorpresa!
Nel 2002, dopo la grande, seppur poco fortunata, esperienza del Festival di Sanremo, Raffaella tornò nuovamente in veste di conduttrice di una nuova edizione di Carramba! Che sorpresa, con una nuova sigla, Roba da matti: anche stavolta gli indici di ascolti furono alti, realizzando nella prima puntata del 24 gennaio un ascolto di 10.388.000 telespettatori, con uno share pari al 39,19%: durante la trasmissione si raggiunse il picco di 12.495.000 telespettatori con il 50,62% di share. In media, l'edizione del 2002 ha totalizzato un ascolto di 6.939.000 di telespettatori, con uno share del 27,40%.

### 2008: il ritorno dopo sei anni

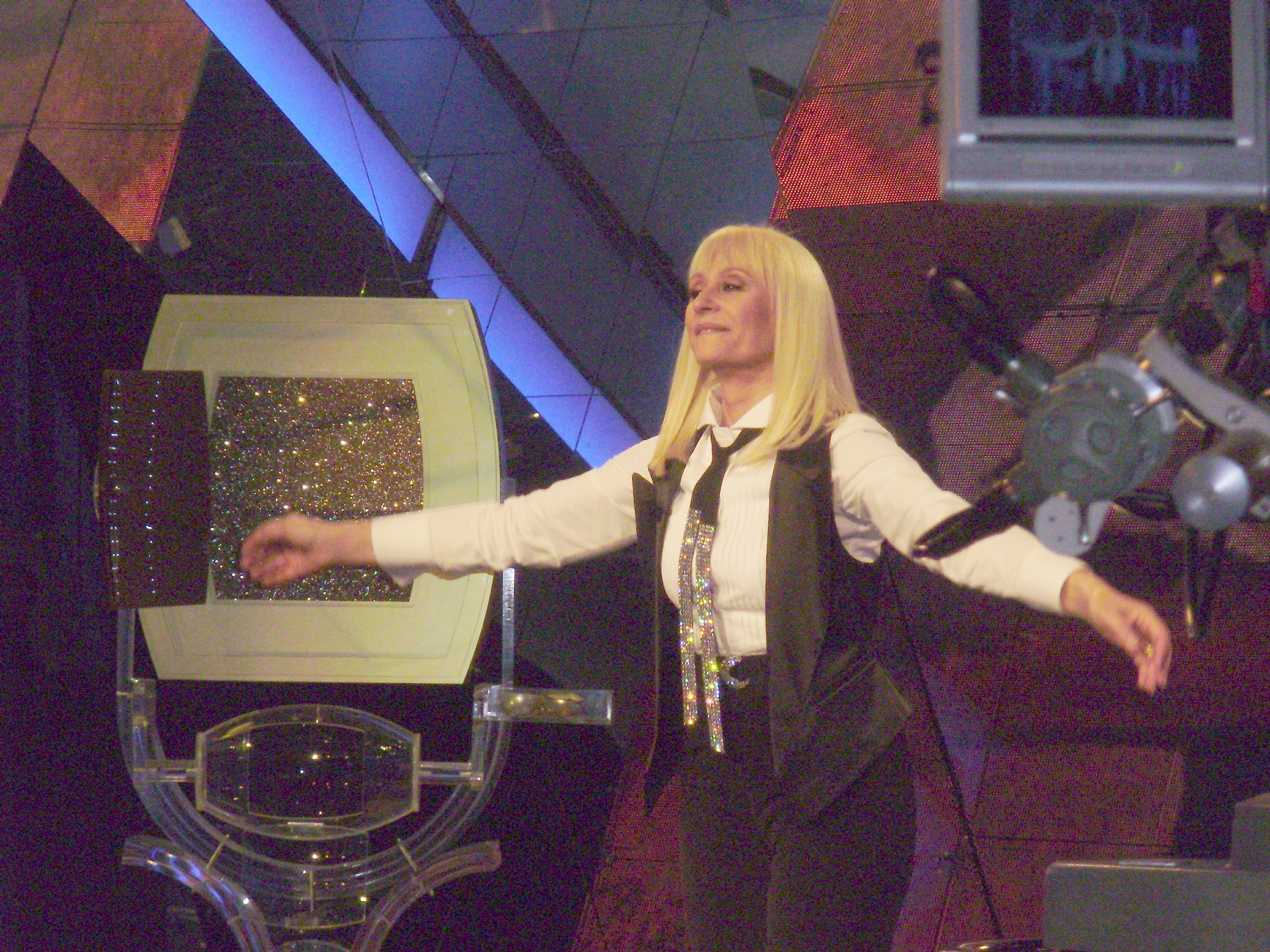
Carrà durante l'ultima edizione di Carràmba! (2008)

Tornato con una nuova edizione dal 17 settembre 2008 (ma di mercoledì sera) dopo sei anni di pausa e due anni di assenza della Carrà dalla Rai, è stato nuovamente abbinato alla Lotteria Italia: per volere della conduttrice, tra i tanti ospiti vi fu la presenza settimanale (poi limitata a quattro) di un cantante o gruppo che partecipò all'Eurovision Song Contest. A differenza delle precedenti, quest'edizione non ebbe una sigla precisa, ma ogni volta la Carrà cantava una canzone diversa fra quelle di maggior successo del suo repertorio. Anche in questa edizione gli indici di ascolti furono buoni. Nella prima puntata del 17 settembre il programma fu seguito da circa 5.768.000 telespettatori con il 25,65% di share, raggiungendo anche picchi di oltre 8.120.000 spettatori e del 30%, con una permanenza del 31% di share. Inoltre la puntata finale del 6 gennaio 2009 è stata seguita da 6.348.000 spettatori con il 31,67% di share, con picchi di oltre 9 milioni di telespettatori ed oltre il 43% di share. In particolare, durante l'apparizione del famoso calciatore Ezequiel Lavezzi il programma ha raggiunto l'importante picco di 8.512.000 spettatori ed uno share del 31,91%. In media, quest'edizione ha totalizzato un ascolto di circa 5 milioni e mezzo di spettatori ed uno share del 22%. Il bilancio di quest'ultima edizione legata alla Lotteria Italia è stato molto positivo rispetto agli anni precedenti: infatti sono stati venduti oltre 18 milioni e mezzo di tagliandi (+ 12.5% rispetto al 2007).

### 2021: omaggio alla Carrà
Nell'estate 2021, in memoria di Raffaella Carrà scomparsa il precedente 5 luglio, la Rai ha ritrasmesso alcune puntate dello storico programma. Le puntate sono andate in onda in prima serata su Rai 1 ogni martedì sera (ad eccezione della prima puntata, il 5 luglio 2021, trasmessa di lunedì nel giorno della scomparsa della Carrà) fino al 3 agosto 2021.

## Edizioni
| Edizione | Titolo                 | Messa in onda     | Messa in onda    | Puntate | Conduzione      | Sede | Studio di messa in onda         | Regia         | Abbinamento alla Lotteria Italia | Biglietti venduti (circa) |
| Edizione | Titolo                 | Inizio            | Fine             | Puntate | Conduzione      | Sede | Studio di messa in onda         | Regia         | Abbinamento alla Lotteria Italia | Biglietti venduti (circa) |
| -------- | ---------------------- | ----------------- | ---------------- | ------- | --------------- | ---- | ------------------------------- | ------------- | -------------------------------- | ------------------------- |
| 1ª       | Carràmba! Che sorpresa | 21 dicembre 1995  | 15 febbraio 1996 | 9       | Raffaella Carrà | Roma | Auditorium Rai del Foro Italico | Sergio Japino | No                               | N.D.                      |
| 2ª       | Carràmba! Che sorpresa | 5 ottobre 1996    | 6 gennaio 1997   | 14      | Raffaella Carrà | Roma | Auditorium Rai del Foro Italico | Sergio Japino | Sì                               | 31.999.950                |
| 3ª       | Carràmba! Che sorpresa | 8 gennaio 1998    | 2 aprile 1998    | 12      | Raffaella Carrà | Roma | Auditorium Rai del Foro Italico | Sergio Japino | No                               | N.D.                      |
| 4ª       | Carràmba! Che fortuna  | 3 ottobre 1998    | 6 gennaio 1999   | 14      | Raffaella Carrà | Roma | Auditorium Rai del Foro Italico | Sergio Japino | Sì                               | 25.000.000                |
| 5ª       | Carràmba! Che fortuna  | 2 ottobre 1999    | 6 gennaio 2000   | 14      | Raffaella Carrà | Roma | Auditorium Rai del Foro Italico | Sergio Japino | Sì                               | 28.000.000                |
| 6ª       | Carràmba! Che fortuna  | 30 settembre 2000 | 6 gennaio 2001   | 15      | Raffaella Carrà | Roma | Auditorium Rai del Foro Italico | Sergio Japino | Sì                               | 24.998.080                |
| 7ª       | Carràmba! Che sorpresa | 24 gennaio 2002   | 11 aprile 2002   | 11      | Raffaella Carrà | Roma | Auditorium Rai del Foro Italico | Sergio Japino | No                               | N.D.                      |
| 8ª       | Carràmba! Che fortuna  | 17 settembre 2008 | 6 gennaio 2009   | 13      | Raffaella Carrà | Roma | Auditorium Rai del Foro Italico | Sergio Japino | Sì                               | 18.500.000                |

## Riconoscimenti
- 1996 - Telegatto come Miglior trasmissione di varietà
- 1998 - Telegatto come Personaggio femminile dell'anno a Raffaella Carrà per la terza edizione di Carràmba! Che sorpresa
- 1999 - Telegatto come Miglior trasmissione di varietà

## Spin-off
Il successo della trasmissione ha portato la Carrà a condurre alcuni spin-off, sia televisivi che radiofonici, legati alla trasmissione

### Anteprima Carràmba! Che sorpresa
Il 27 settembre 1996 è in onda in prima serata uno speciale di Carràmba che sorpresa. La puntata, condotta da Raffaella Carrà con Piero Chiambretti, è un'anteprima della seconda edizione della trasmissione, in onda dal 5 ottobre successivo.

### 40 minuti con Raffaella
Abbinata alla seconda edizione di Carràmba! Che sorpresa, dal 7 ottobre 1996 al 3 gennaio 1997 è in onda quotidianamente su Rai 1 la striscia 40 minuti con Raffaella. Nel programma in onda ogni giorno dalle 14:00 e dalla durata di 40 minuti (da cui il titolo della trasmissione), la Carrà gioca con alcuni ospiti in studio all'oramai noto "Se fosse...", gioco che permetteva ai telespettatori che avevano acquistato un biglietto della Lotteria Italia di vincere una somma di denaro.

### Carràdio! Che sorpresa
Nell'autunno 1996, Raffaella Carrà, dopo 20 anni dal programma radiofonico Gran Varietà, di cui fu frequentemente conduttrice, tornò a condurre un programma radiofonico, in onda alle 12:30 quotidianamente su Radio Italia. Durante la trasmissione, Raffaella rispondeva ad alcune lettere a lei indirizzate e faceva ascoltare, ai radioascoltatori, alcuni brani contenuti nel suo ultimo lavoro discografico, Carramba che rumba!

### Centoventitré
Dall'ottobre 1998 al gennaio 1999, per un totale di 65 puntate, Raffaella Carrà fu la conduttrice di Centoventitré, programma quotidianamente trasmesso alle 12:50, legato alla prima edizione di Carràmba! Che fortuna. Con Raffaella ci sono i suoi "Ragazzi della fortuna" o "Carràmba boys", che raccontano ogni giorno tre storie. Sarà compito di un telespettatore collegato telefonicamente con la Carrà, indovinare quali siano vere e quali siano false, per vincere una somma di denaro.

### I Fantastici di Raffaella
Dall'ottobre al dicembre 1999, legata alla seconda edizione di Carràmba! Che fortuna, è in onda la striscia quotidiana I Fantastici di Raffaella. Durante il breve programma, in onda ogni giorno alle 14:00, a turno, alcuni tra i "Ragazzi della fortuna" della Carrà si esibiscono dal vivo in esibizioni di ogni genere. Una persona, scelta tra il pubblico in sala, decreterà il vincitore tra questi.